# Ioan Cristina
Pour les articles homonymes, voir Cristina.
Ioan Cristina, né le 9 septembre 1975 à Craiva est un homme politique roumain. Il est membre du PNL et est sénateur par trois fois de 2012 à 2016, de 2016 à 2020 et de 2020 à 2024,.

## Sources et références
1. ↑  Page de Cristina Ioan sur le site officiel du Sénat roumain
2. ↑  (ro) Todoca Simon, « Ioan Cristina, senator PNL: „Liviu Dragnea, condamnatul care conduce încă Romania” », sur aradon.ro, 22 juin 2018 (consulté le 5 juillet 2018)